# Life on a Plate
Life on a Plate è un album dei Millencolin uscito il 11 ottobre 1995 su Burning Heart Records distribuito da Epitaph Records nel 1996. È il loro secondo disco, registrato agli Unisound studios che si erano trasferiti insieme alla Burning Heart Records ad Örebro, città natale dei Millencolin.
L'album raggiunge il quarto posto delle classifiche nazionali. Nel 2002 il disco supera le 50 000 copie vendute e viene premiato con il disco d'oro. Fu il primo album dei Millencolin distribuito sotto Epitaph Records negli USA.
Per Story of My Life e Move Your Car sono stati creati dei videoclip.

## Tracce
1. Bullion – 2:00
2. Olympic – 2:56
3. Move Your Car – 2:06
4. Killercrush – 2:27
5. Friends 'Til the End – 2:31
6. Story of My Life – 2:33
7. Jellygoose – 2:34
8. Replay – 2:16
9. Vulcan Ears – 2:06
10. Dr. Jackal & Mr. Hide – 2:25
11. Softworld – 2:56
12. Buzzer – 2:23
13. Ace Frehley – 0:05
14. Airhead – 2:54

## Formazione
- Nikola Sarcevic - basso e voce
- Erik Ohlsson - chitarra
- Mathias Färm - chitarra
- Frederik Larzon - batteria